# Mike Maignan
Mike Maignan (* 3. Juli 1995 in Cayenne, Französisch-Guayana) ist ein französischer Fußballtorwart. Er spielt bei AC Mailand und ist A-Nationalspieler.

## Vereinskarriere
Maignan spielte zunächst in der Pariser Agglomeration für Villiers-le-Bel JS und danach für verschiedene Jugendauswahlen von Paris Saint-Germain, bevor er 2013 in die erste Mannschaft befördert wurde. Er nahm an der UEFA Youth League 2013/14 teil, in der seine Mannschaft das Viertelfinale erreichte und an Real Madrid scheiterte.
Er wechselte im August 2015 zum Ligakonkurrenten OSC Lille für eine Ablösesumme von einer Million Euro. Er spielte zuerst für die Reservemannschaft und wurde später in die erste Mannschaft befördert. Er gab sein Debüt für Lille in der Ligue 1 am 18. September 2015 im Alter von 20 Jahren bei einem 1:1 gegen Stade Rennes. In der Saison 2017/18 ersetzte er Vincent Enyeama als Stammtorhüter und entging in dieser Spielzeit mit den Nordfranzosen knapp dem Abstieg. In der Folgesaison qualifizierte sich Mike Maignan mit dem OSC Lille für die UEFA Champions League. Dabei kam er in allen 38 Partien zum Einsatz und war Teil einer Defensive des OSC Lille, die mit 33 Gegentreffern die wenigsten Gegentore aller Erstligisten kassierte. In der „Königsklasse“ schied der nordfranzösische Traditionsverein nach der Gruppenphase aus.
In der Saison 2020/21 wurde Maignan mit OSC Lille überraschend französischer Meister. Dabei spielte er alle 38 Partien und erhielt nur 23 Gegentore. In 21 Partien blieb er ohne Gegentor.
Kurz nach Abschluss der Saison wurde bekannt, dass Mike Maignan ab Sommer 2021 zur AC Mailand in die Serie A wechselt und dort einen Vertrag bis 2026 unterschrieb. Als neuer Stammtorhüter der Mailänder wurde er im folgenden Jahr italienischer Meister. In der folgenden Saison 2022/23 erreichte er mit den Mailändern das Halbfinale der UEFA Champions League, wo sie gegen den Stadtrivalen Inter Mailand ausschieden. Am 6. Januar 2025 gewann Maignan mit den Rossoneri die Supercoppa Italiana.

## Nationalmannschaft
Er durchlief alle Jugendauswahlen Frankreichs von der U16 bis zur U21. Er war Kapitän der U17-Auswahl bei der Europameisterschaft 2012. Er gab sein Debüt für die A-Mannschaft am 7. Oktober 2020 als Halbzeit-Ersatz für Steve Mandanda in einem Freundschaftsspiel gegen die Ukraine, welches 7:1 für Frankreich endete.
Bei der Europameisterschaft 2021 gelangte er mit der französischen Auswahl bis ins Achtelfinale, ehe Frankreich dort gegen die Schweiz im Elfmeterschießen ausschied.
Nachdem er die Weltmeisterschaft 2022 aufgrund einer Verletzung verpasst hatte, wurde Maignan Anfang 2023 zur neuen Nummer 1 im französischen Tor befördert und löste damit Hugo Lloris ab. Bei der Europameisterschaft 2024 in Deutschland wurde er von der UEFA in das Team des Turniers gewählt. Bei dem Turnier schied Frankreich im Halbfinale gegen Spanien aus.

## Sonstiges
Maignan wurde in Cayenne (Französisch-Guayana), als Sohn einer haitianischen Mutter und eines französischen Vaters aus Guadeloupe geboren.

## Erfolge
OSC Lille
- Französischer Meister: 2021

AC Mailand
- Italienischer Meister: 2022
- Italienischer Supercupsieger: 2024

Persönlichen Auszeichnungen
- Nominierung für den Ballon d’Or: 2022 (25. Platz)
- Nominierung für die Jaschin-Trophäe: 2022, 2023
- Torhüter des Jahres der Ligue 1: 2018/19
- Bester Torhüter der Serie A: 2021/22
- Team des Jahres der Serie A: 2022, 2023
- Wahl in das Team des Turniers der Europameisterschaft 2024